# Igor Lampret
Igor Lampret (ur. w 1945, zm. w 2006) – teatralny kierownik literacki, eseista i tłumacz, ważny twórca słoweńskiej sceny teatralnej.

## Życiorys
Igor Lampret pełnił funkcję dyrektora artystycznego Teatru Narodowego w Celju, dyrektora programowego centrum kultury Cankarjev dom, dyrektora lublańskiego teatru Drama. W ostatnich latach życia pracował jako wolny strzelec. Był autorem adaptacji licznych sztuk i esejów o tematyce teatralnej. Tłumaczył dramaty Rolanda Dubillarda, Witolda Gombrowicza, Michaiła Bułhakowa, Federika Garcii Lorcy, Pierre'a Beaumarchais'go, Pedra Calderona.

## Przekłady z języka polskiego
- Witold Gombrowicz, Ivona, princesa Burgundije / Iwona, księżniczka Burgunda, SLG Celje 1972-1973.

## Publikacje
- Rabe sočutja: dramaturški eseji, Mestno gledališče ljubljansko, Lublana 2006.